# 布劳施泰因
布劳施泰因（德語：Blaustein，發音：[ˈblaʊʃtaɪn]）是德国巴登-符腾堡州蒂宾根行政区山地-多瑙县的城市，面积55.61平方千米，2023年12月31日人口为16,606人。